# Cothelas
Cothelas (în greacă veche Κοθήλας, transliterat Gudila, a fost un rege al geților care a condus o zonă din apropierea Mării Negre, între nordul Traciei și Dunăre. Regatul lui a inclus, de asemenea, importantul port Odessos. În jurul anului 341 î.Hr. el a încheiat un tratat cu regele macedonean Filip al II-lea, devenind vasalul său. Această relație s-a întărit și mai mult atunci când Meda, fiica lui Cothelas, a devenit una dintre soțiile regelui macedonean.
Mormântul probabil al lui Cothelas este în apropierea satului Sveștari, în nord-estul Bulgariei.